# Kretnik
Kretnik (Scapanus) – rodzaj ssaków z podrodziny grzebaczy (Scalopinae) w obrębie rodziny kretowatych (Talpidae).

## Rozmieszczenie geograficzne
Rodzaj obejmuje gatunki występujące w Ameryce Północnej.

## Morfologia
Długość ciała (bez ogona) 106–186 mm, długość ogona 21–51 mm, długość tylnej stopy 15–31 mm; masa ciała 30–171 g.

## Systematyka
Rodzaj zdefiniował w 1848 roku francuski geolog, paleontolog i botanik Auguste Nicolas Pomel w artykule poświęconym badaniom na owadożernych mięsożercach, opublikowanym w czasopiśmie Archives des sciences physiques et naturelles. Pomel wymienił dwa gatunki – Scalops breweri Bachman, 1841 i Scapanus towsendii Pomel, 1848 (= Scalops townsendii Bachman, 1839) – z których gatunkiem typowym jest (późniejsze oznaczenie) Scapanus towsendii Pomel, 1848 (= Scalops townsendii Bachman, 1839) (kretnik pacyficzny).

### Etymologia
- Scapanus (Scaphanus, Scapasius, Scapaneus): gr. σκαπάνη skapanē ‘narzędzie do kopania, motyka’[11].
- Xeroscapheus: gr. ξενος xenos ‘obcy, dziwny’; σκαφευς skapheus ‘kopacz’[5]. Gatunek typowy (oryginalne oznaczenie): †Scapanus (Xeroscapheus) proceridens Hutchison, 1968.

### Podział systematyczny
Do rodzaju należą następujące występujące współcześnie gatunki:
| Grafika | Gatunek             | Autor i rok opisu           | Nazwa zwyczajowa    | Podgatunki         | Rozmieszczenie geograficzne | Podstawowe wymiary                           | Status IUCN |
| ------- | ------------------- | --------------------------- | ------------------- | ------------------ | --- | -------------------------------------------- | ----------- |
|         | Scapanus orarius    | F.W. True, 1896             | kretnik nadbrzeżny  | 2 podgatunki       | południowo-zachodnia Kanada (południowo-zachodnia Kolumbia Brytyjska) i północno-zachodnie Stany Zjednoczone (Waszyngton, Oregon, północno-zachodnia Kalifornia i marginalnie zachodnio-środkowe Idaho); zakres wysokości: do 350 m n.p.m. | DC: 10,6–16,8 cm DO: 2,1–4,6 cm MC: 61–91 g  | LC          |
|         | Scapanus townsendii | (Bachman, 1839)             | kretnik pacyficzny  | 2 podgatunki       | południowo-zachodnia Kanada (południowo-zachodnia Kolumbia Brytyjska) i Stany Zjednoczone (zachodni Waszyngton, zachodni Oregon i północno-zachodnia Kalifornia); zakres wysokości: 0–1675 m n.p.m.                                        | DC: 16,1–18,6 cm DO: 3,4–5,1 cm MC: 64–171 g | LC          |
|         | Scapanus latimanus  | (Bachman, 1842)             | kretnik szerokołapy | 4 podgatunki       | endemit Sanów Zjednoczonych (od południowo-środkowego Oregonu na południe do Santa Barbary) i Yosemite Valley (Kalifornia)); zakres wysokości: do 3000 m n.p.m.                                                                            | DC: 13,1–15,3 cm DO: 2,3–3,9 cm MC: 56–74 g  | LC          |
|         | Scapanus anthonyi   | J.A. Allen, 1893            |                     | gatunek monotypowy | endemit Meksyku (Kalifornia Dolna (znany z 4 miejsc w Sierra se San Oedro Mártir); zakres wysokości: 1150–2000 m n.p.m. | DC: 11–11,4 cm DO: 2,1–2,5 cm MC: 30–35 g    | NE          |
|         | Scapanus occultus   | J. Grinnell & Swarth, 1912} |                     | gatunek monotypowy | Stany Zjednoczone (Kalifornia na południe od Yosemite Valley i Santa Barbary) i Meksyk (Kalifornia Dolna na południe do Laguna Hanson); zakres wysokości: – m n.p.m.                                                                       | DC: 11,1–13,6 cm DO: 2,2–3,4 cm MC: 50–59 g  | NE          |

Kategorie IUCN:  LC  – gatunek najmniejszej troski,  NE  – gatunki niepoddane jeszcze ocenie.
Opisano również gatunki wymarłe na obszarze dzisiejszych Stanów Zjednoczonych:
- Scapanus hagermanensis Hutchison, 1987[15] (pliocen)
- Scapanus malatinus Hutchison, 1987[16] (plejstocen)
- Scapanus proceridens Hutchison, 1968[17] (pliocen)
- Scapanus shultzi Tedford, 1961[18] (miocen)